# إيفان تابيا
إيفان تابيا (بالإسبانية: Iván Tapia)‏ هو لاعب كرة قدم أرجنتيني في مركز الوسط، ولد في 23 نوفمبر 1998 في بوينس آيرس في الأرجنتين. لعب مع باراكاس سينترال.

## وصلات خارجية
- إيفان تابيا على موقع قاعدة بيانات كرة القدم.إي يو (الإنجليزية)
- إيفان تابيا على موقع Soccerway.com (الإنجليزية)